# Joe Völker

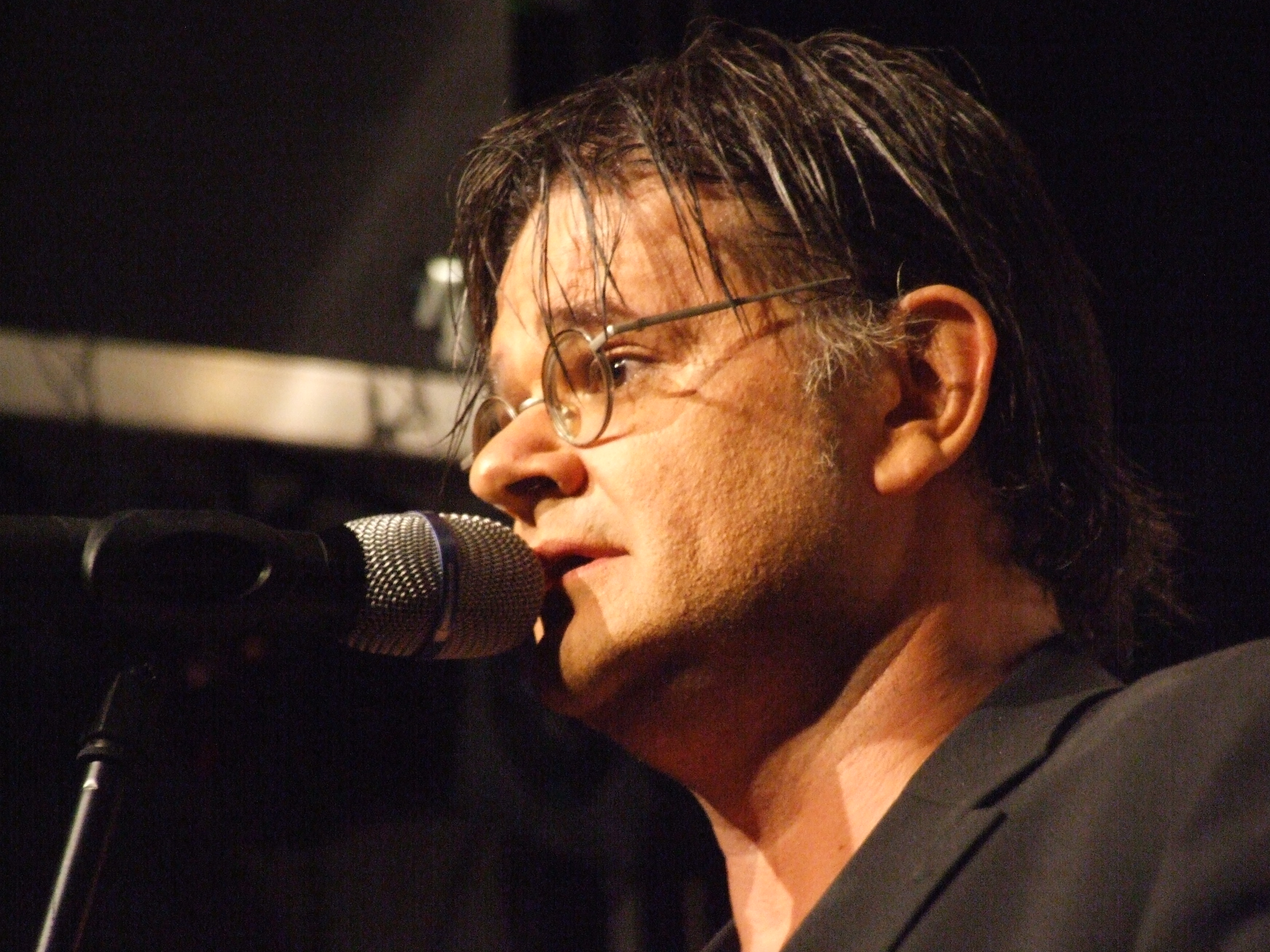
Joe Völker (2011)

Hans Jürgen „Joe“ Völker (* 29. Januar 1969) ist ein deutscher Chorleiter, Arrangeur und Pianist.
Völker leitet verschiedene Chöre und arbeitete als Sänger am Theater am Kurfürstendamm, als Korrepetitor an den Vereinigten Bühnen Bozen sowie am La Mama Experimental Theatre am Broadway. Völker ist seit 2008 als freier musikalischer Leiter am  Nationaltheater Mannheim tätig. 2006 gründete er mit Petra Erdtmann und Peter Götzmann das Trio Thirty Fingers. Joe Völker lebt in Mannheim.

## Ausbildung
Mit sechs Jahren begann Joe Völker seine musikalische Laufbahn mit Unterricht bei Gerhard Jacobi, dann bei Hans Jürgen Thoma. Am evangelischen Landeskantorat lernte er bei Uwe Schüßler (Kirchenorgel, Tonsatz, Hymnologie), Herrmann Schäffer (Kirchenorgel). Später studierte er an der Hochschule für Musik und Darstellende Kunst Mannheim bei Hubert Nuss (Klavier/Jazz), Annette Volkamer (Klavier/Klassik), Bernd Rabe (Arrangement) und Tom van der Geld (Harmonielehre und Musiktheorie).
In der Folge nahm er an zahlreichen Workshops und Meisterkursen rund um das Métier Chorleitung und Stimme teil, u. a. bei Peder Karlsson, The Real Group, Take 6, New York Voices, Maybebop, Voces8, Oliver Gies, Markus Detterbeck, Matthias Becker, Darmon Meader, Harald Jers und Gisela Rohmert.

## Künstlerisches Schaffen

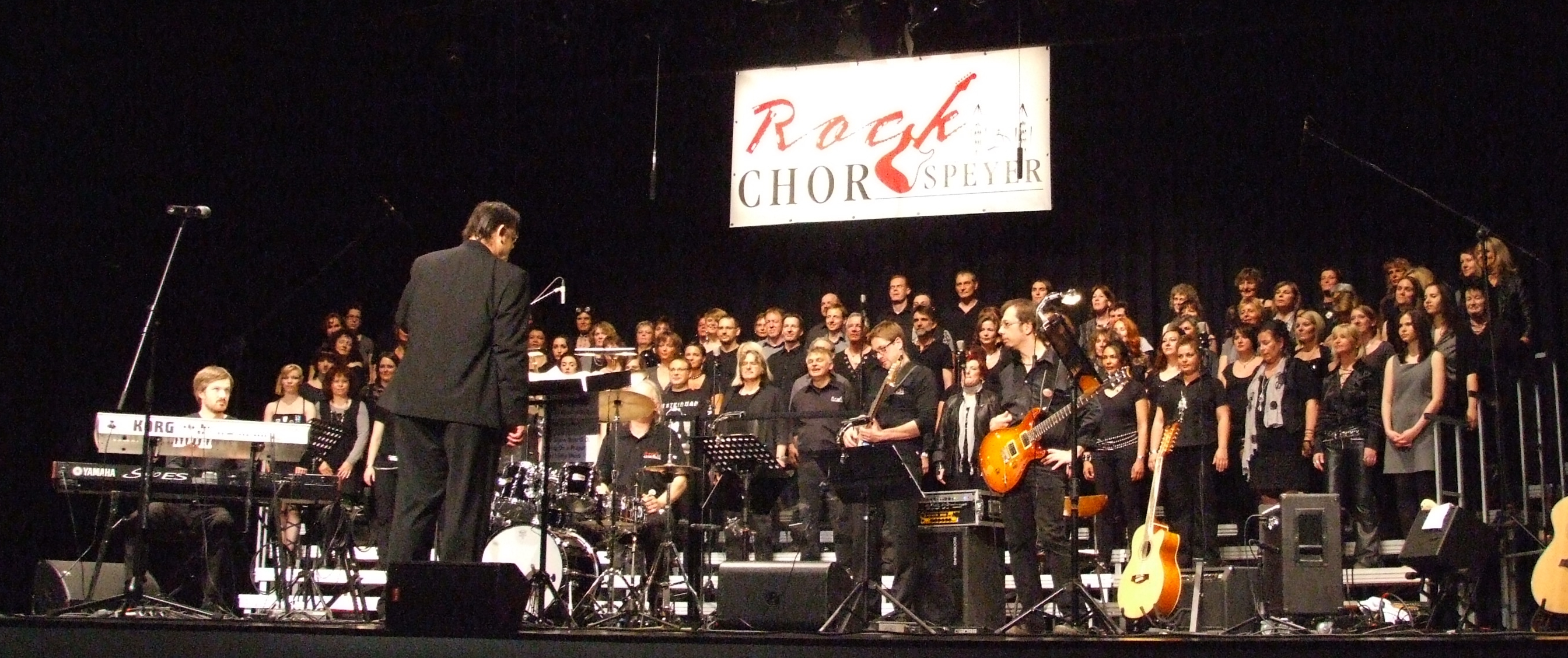
Joe Völker mit dem Rockchor Speyer

Schon als Teenager arbeitete er als Pianist an der Hotelbar und in verschiedenen Bands. Nach dem Abitur war er als freiberuflicher Musiker im In- und Ausland tätig. 1997 begann seine (andauernde) Tätigkeit als Bühnenpartner und Pianist der Karlsruher Chanteuse Annette Postel. 1997 gründete er das Vokalensemble Voice R Us. Von 1998 bis 2005 spielte er bei dem renommierten deutschen Tanzorchester Wolf Kaiser Bigband. 1999 übernahm er seinen ersten Chor, die Rainbow Gospel & Soul Connection. Er produzierte mit Anna Krämer das Musical für eine Schauspielerin Heute Abend: Lola Blau von Georg Kreisler (Regie: Dick Top), mit der er bis 2012 regelmäßig auf der Bühne stand. Von 2001 bis 2004 war er für den szenischen Liederabend Männer! von Franz Wittenbrink am Theater am Kurfürstendamm in Berlin als Sänger engagiert. 2004-05 war er als Korrepetitor der Musicals Evita und Jesus Christ Superstar am deutschen Theater in Bozen tätig (Musikalische Leitung: Stephen Lloyd). 

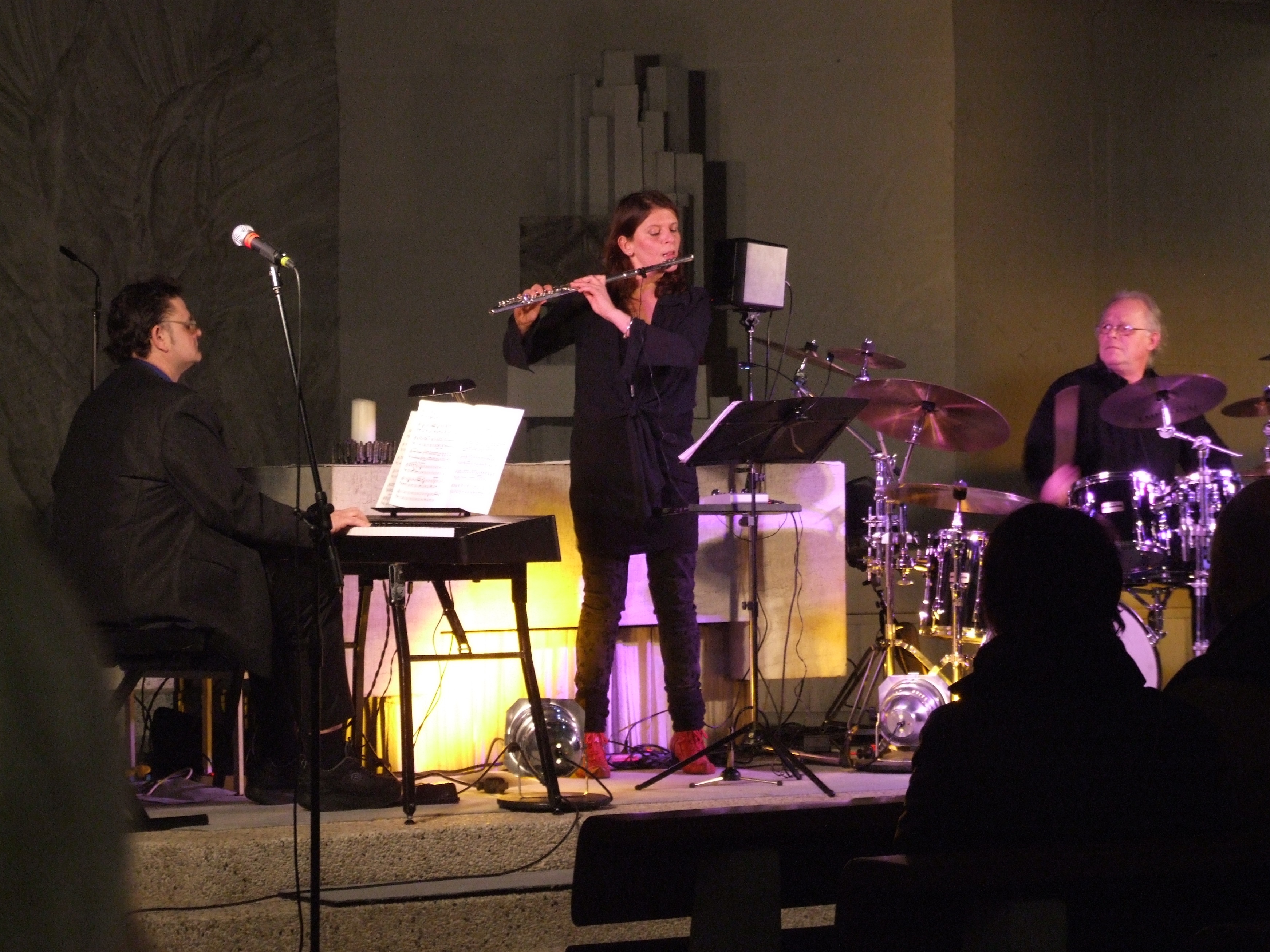
Thirty Fingers (2013): Joe Völker, Petra Erdtmann, Peter Götzmann (v. l. n. r.)

2006 gründete er mit Petra Erdtmann (Querflöte) und Peter Götzmann (Schlagzeug) das Trio Thirty Fingers. Zusammen spielen sie Jazz-Klassik-Crossover, eine augenzwinkernde Mélange der Musik der letzten drei Jahrhunderte von Frühbarock bis Modern Jazz.
Seitdem widmet er sich vor allem Musikarrangements für Chöre, Bands und Orchester, und leitet diverse Chöre.

### Tätigkeit als Arrangeur
Als Arrangeur schreibt Joe Völker die Sätze für seine Chöre und Ensembles in der Regel selbst und arrangiert Bühnenmusiken, CD-Produktionen und Jingles.
- 2003 arrangierte er für die Badische Landesbühne das Musical Cabaret von John Kander in einer Hiphop- und Dancefloor-Version.
- 2004 arrangierte er die Musik des Films Moulin Rouge, mit Nicole Kidman und Ewan McGregor aus dem Jahr 2001, für die Uraufführung der deutschsprachigen Bühnenfassung im Capitol Mannheim.[5]
- 2006 arrangierte er für den Celebration Gospel Choir das (bis dahin nur als grammy-prämierte Studio-CD vorliegende) Werk Handel’s Messiah – A Soulful Celebration von Mervyn Warren und Michael O. Jackson als Live-Konzert-Version für Chor, Solisten und Band.[6] Es handelt sich dabei um eine Gospel/Soul/Jazz-Version des bekannten Oratoriums von Georg Friedrich Händel.

### Chorleitung
- 1997–2011: Vokalensemble Voice R Us
- Seit 1999: Rainbow Gospel & Soul Connection, Mannheim[7][8]
- 2004–2006: Gekko, Dossenheim
- 2008–2017: Fine Art Music, Brühl/Baden
- 2009–2024: Rockchor Speyer[9]
- 2017–2023: Alphabetchor, Bürgerchor am Nationaltheater Mannheim
- 2018–2020: Spirit of Sound, Schwegenheim
- Seit 2020: Cantiamo, moderner Chor des MGV Concordia, Schifferstadt[10]

### Musiktheater- und Konzert-Produktionen
- 1999: Heute abend: Lola Blau am Sandkorn-Theater, Karlsruhe (musikalische Leitung und Darsteller)
- 2002: Jesus Christ Superstar am Capitol in Mannheim (musikalische Leitung)[11]
- 2003: Cabaret an der Badischen Landesbühne in Bruchsal (musikalische Leitung)
- 2003: Bal au Moulin Rouge am Capitol Mannheim. (Arrangements, musikalische Leitung)
- 2004: Rat Pack, London, Tourneeproduktion (Keyboards)
- 2006: Handel’s Messiah – A Soulful Celebration. Live-Adaption der prämierten CD-Version von Mervyn Warren für den Celebration Gospel Choir[12] (Arrangements)
- 2008: Die Ballade von Garuma, Nationaltheater Mannheim (musikalische Leitung, Musikproduktion, Arrangement)
- 2009: Tonight: Lola Blau am La Mama Experimental Theatre, New York City. (musikalische Leitung und Darsteller)
- 2009: Tournee mit Marla Glen[13] durch Deutschland und Österreich.
- 2009: Ronja Räubertochter, Nationaltheater Mannheim (musikalische Einstudierung)
- 2010: Die Dreigroschenoper, Nationaltheater Mannheim (musikalische Leitung, Klavier)[14]
- 2010: Der Besuch der alten Dame, Nationaltheater Mannheim (musikalische Leitung, Arrangements)
- 2011: Ein Sommernachtstraum, Nationaltheater Mannheim (musikalische Einstudierung)
- 2012: Mariken, Schnawwl am Nationaltheater Mannheim (musikalische Einstudierung, Arrangements)
- 2012: Mutter Courage und ihre Kinder, Nationaltheater Mannheim (musikalische Leitung, Klavier, Arrangements)
- 2013: Woyzeck, Nationaltheater Mannheim (musikalische Leitung, Keyboards, Arrangements)[15]
- 2015: Blues Brothers, Nationaltheater Mannheim (stellv. musik. Leitung, Keyboards)
- 2018: Jesus Christ Superstar, Capitol Mannheim (musikalische Leitung, Keyboards)
- 2018: Die Krönung der Poppea (Claudio Monteverdi), Nationaltheater Mannheim (Choreinstudierung, Chorsätze)
- 2018: Mannheim-Requiem (Jan Dvořak), Nationaltheater Mannheim (Choreinstudierung, Piano)
- 2019: Jesus Christ Superstar, Capitol Mannheim (musikalische Leitung, Keyboards)
- 2024: Die Dreigroschenoper, Nationaltheater Mannheim (Klavier)

## Heute abend: Lola Blau
Mit Heute abend: Lola blau hatte Völker 2002 ein Gastspiel beim Theaterfestival in Abidjan, Côte d’Ivoire und 2003 Gastspiele in den Niederlanden, die von Xaviera Hollander organisiert worden waren. 2008 spielten Völker und Anna Krämer eine englischsprachige Adaption des Musicals Tonight: Lola Blau! im Players Club am Gramercy Park, New York. Der Erfolg der Aufführung führte 2009 zu einem Engagement am (Off-Off-)Broadway im La Mama Experimental Theatre. Die erste Aufführung fand am 13. März 2009 statt und wurde positiv aufgenommen.

## Pianojoe Records
2008 gründete Völker das Musiklabel Pianojoe Records (LC18631), um den Veröffentlichungen seiner diversen Chöre und Ensembles, aber auch Dritten, ein gemeinsames Dach zu geben. Bis 2012 sind acht physische und zwei digitale Produktionen erschienen. Joe Völker ist Mitglied der GEMA, der GVL, des deutschen Rockmusikerverbandes und der deutschen Bühnengenossenschaft und setzt sich für ein Urheberrecht ein, das die Leistung der Künstler achtet, indem es sicherstellt, dass die Urheber für die Nutzung ihrer Werke vergütet werden.

## Diskografie
- 1994 Don’t Take It Out (Ria Hamilton) (Arrangements, Tontechnik, Keyboards, executive Producer)
- 1997 Souvenirs, Souvenirs (Arrangements, Klavier, Mixing)
- 1997 Ask A Woman Who Knows (Sydney Ellis), Black Wallet Records[19] (Klavier)
- 1997 Benjamin, ich hab nichts anzuziehn (Annette Postel) (Klavier)
- 1998 What’s the Buzz? (The Celebration Gospel Choir)[12] feat. Xavier Naidoo und Darius Merstein-MacLeod
- 2000 German Open Dancing II (Wolf-Kaiser-Bigband) (Klavier)
- 2001 Wade in the Water (The Celebration Gospel Choir) (Keyboards, Arrangements)
- 2004 Blond – frisch getönt (Annette Postel und Gunzi Heil)
- 2004 Havanna (Jocco Abendroth)
- 2007 Easy Beats (Peter Götzmann’s Jazz Hop Rhythm) (Keyboards)
- 2008 Jardim Japônes (Nativa Brasileira) (Klavier)
- 2008 Radio & Headphones live (Peter Götzmann’s Jazz Hop Rhythm) (Keyboards)
- 2008: Awesome God (Rainbow Gospel & Soul Connection) (Arrangements, Keyboards, Tontechnik)
- 2010: Morning Mood (Thirty Fingers), Maxi-CD, nur digital erschienen (Klavier)
- 2011: Africa to America – a cappella Gospel groove live (The Celebration Gospel Choir) (Arrangements, Keyboards, Tontechnik)
- 2012: Many Hearts. One Voice (Fine Art Music) (Arrangements, Keyboards, Tontechnik, Mastering)
- 2012: Zeitlos (Thirty Fingers) (Klavier, Mixing, Mastering)
- 2014: Reflection (Kevin Tarte) (Klavier)
- 2020: The Flow (Joe Völker) (Single, digital)
- 2023: Weihnacht, Weihnacht (Susan Horn & Joe Völker) (Single, digital)

## Trivia
Joe Völker war zeitweise in kleineren Rollen als Schauspieler im Fernsehen zu sehen, so in den Serien Streit um drei (ZDF), Herzschlag – Das Ärzteteam Nord (ZDF) und Spaß aus Mainz (ARD).